# Damn Right I Am Somebody
Damn Right I Am Somebody es un álbum de estudio de Fred Wesley junto con The J.B.'s. Fue publicado en mayo de 1974 a través del sello discográfico de James Brown, People. Las sesiones de grabación de Damn Right I Am Somebody se llevaron a cabo al mismo tiempo que The Payback de James Brown.

## Recepción de la crítica
Un escritor no especificado de la revista Cash Box describió Damn Right I Am Somebody como “un álbum orientado al ritmo que te hará bailar de principio a fin mientras esta abrumadora máquina musical despega”. Un escritor no especificado de la revista Record World declaró: “Las voces graves y ásperas del nuevo cantante Fred Wesley son una atracción especial adicional para el conjunto musical súper profesional”.

## Lista de canciones
Todas las canciones escritas y compuestas por James Brown y Fred Wesley, excepto donde esta anotado. 
| Lado uno |                                      |          |  |
| N.º      | Título                               | Duración |  |
| 1.       | «Damn Right I'm Somebody»            | 6:00     |  |
| 2.       | «Blow Your Head»                     | 4:43     |  |
| 3.       | «Im Payin' Taxes, What Am I Buyin'?» | 9:28     |  |

| Lado dos |                                                                      |                    |          |  |
| N.º      | Título                                                               | Escritor(es)       | Duración |  |
| 1.       | «Same Beat – Part 1»                                                 | Brown              | 3:30     |  |
| 2.       | «If You Don't Get It the First Time, Back Up & Try It Again, Parrty» | Brown              | 3:36     |  |
| 3.       | «Make Me What You Want Me to Be»                                     |                    | 3:34     |  |
| 4.       | «Going to Get a Thrill»                                              | Brown Hank Ballard | 6:00     |  |
| 5.       | «You Sure Love to Ball»                                              | Marvin Gaye        | 4:13     |  |

## Posicionamiento
| Gráfica (1974)                                         | Pico de posición |
| ------------------------------------------------------ | ---------------- |
| Estados Unidos (Billboard Bubbling Under the Top LP's) | 205              |
| Estados Unidos (Billboard Soul LP's)                   | 20               |
| Estados Unidos (Cash Box Top 100 Albums Cont'd)        | 104              |